# Charles-Gabriel Vérecque
Charles-Gabriel Vérecque est un journaliste, écrivain et militant socialiste guesdiste né à Abbeville le 31 mars 1872, mort à Amiens le 11 novembre 1933.

## Biographie
Entré de bonne heure dans le mouvement socialiste, il collabore à Amiens, en 1891, au Peuple picard, et, en 1892, au Réveil de la Somme.  En 1893, il soutient une controverse sur le Collectivisme dans le Mémorial d’Amiens, engage un débat contradictoire, en réunion publique, avec l’abbé Naudet, sur l’Église et le Socialisme, et prend la direction du Travailleur picard. La même année, il est condamné, en vertu de l’article 226 du code pénal, aujourd’hui abrogé, à une peine qu’on appelle l’amende honorable et qui se traduisait par la détention perpétuelle, pour avoir protesté dans son journal contre la condamnation qui avait frappé un ouvrier syndiqué socialiste. Il se rend à Lille, en 1895, et devient rédacteur du Réveil du Nord qu’il quitta, en 1896, pour occuper un emploi à la Bibliothèque communale où il demeura pendant dix ans. Dès ce moment, il donne plus régulièrement sa collaboration au Socialiste, organe central du Parti. Avec Guesde et Lafargue, il se prononce, en 1899, contre l’entrée d’un socialiste dans un gouvernement "bourgeois". En 1903, il publie dans l’Humanité nouvelle, la relation des actes et paroles de Millerand, entré dans le ministère Waldeck-Rousseau, selon lui contre la classe ouvrière et le socialisme. Il rédige, en 1906, le Travailleur, organe officiel de la fédération socialiste du Nord et quand, en 1907, Guesde fonde le Socialisme, il devient l’un des collaborateurs assidus de ce journal-revue.

## Source
- Dictionnaire du socialisme, Paris, 1911.